# Colostethus thorntoni
Espèce
Synonymes
- Phyllobates thorntoni Cochran & Goin, 1970

Statut de conservation UICN

 VU  : Vulnérable
Colostethus thorntoni est une espèce d'amphibiens de la famille des Dendrobatidae.

## Répartition
Cette espèce est endémique du département d'Antioquia en Colombie. Elle se rencontre de 1 480 à 2 270 m d'altitude sur le versant Nord de la cordillère Centrale.

## Description
La femelle holotype mesure 32,5 mm.

## Étymologie
Cette espèce est nommée en l'honneur de Wilmot A. Thornton.

## Publication originale
- Cochran & Goin, 1970 : Frogs of Colombia. United States National Museum Bulletin, vol. 288, p. 1-655 (texte intégral).